# Comté de Cooper
Le comté de Cooper, en anglais : Cooper County, est un comté de l'État du Missouri aux États-Unis.